# Furlong
Furlong là thước đo khoảng cách trong các đơn vị quốc gia và các đơn vị thông thường của Hoa Kỳ bằng một phần tám dặm Anh, tương đương với 660 foot, 220 yard, 40 thanh hoặc 10 chuỗi.
Sử dụng định nghĩa quốc tế của inch là chính xác 25,4 mm, một furlong là 201.168 mét. Tuy nhiên, Hoa Kỳ không sử dụng thống nhất tỷ lệ chuyển đổi này. Tỷ lệ cũ đang được sử dụng cho mục đích khảo sát ở một số bang, dẫn đến sự thay đổi hai phần triệu trong chiều dài của Furlong, tương đương khoảng 0,4 mm (1⁄64 inch). Biến thể này là quá nhỏ để có hậu quả thực tế trong hầu hết các ứng dụng. Năm furlong dài khoảng 1 km (1,00584 km là giá trị chính xác, theo chuyển đổi quốc tế).

## Chuyển đổi sang đơn vị SI
Việc chuyển đổi chính xác các furlong sang đơn vị SI thay đổi một chút giữa các quốc gia nói tiếng Anh. Ở Canada và Vương quốc Anh, xác định furlong theo yard quốc tế chính xác là 0,9144 mét, một furlong là 201.168 m. Úc không chính thức xác định furlong, nhưng nó định nghĩa là chuỗi và link về mặt yard quốc tế.
Tại Hoa Kỳ, trong đó xác định Furlong, chuỗi, thanh, và liên kết về mặt foot khảo sát Mỹ chính xác bằng 1200⁄3937 mét, một Furlong dài khoảng 201,1684 m. Hoa Kỳ không chính thức định nghĩa một "yard khảo sát". Chênh lệch khoảng hai phần triệu giữa giá trị Hoa Kỳ và giá trị "quốc tế" là không đáng kể đối với hầu hết các phép đo thực tế.